# Bo Sinn (actor pornográfico)
Bo Sinn (Quebec, Quebec, Canadá, 8 de noviembre de 1985), de nombre real Yannick Deveaux (también conocido como Bo Dirt, Damien Soup, Devo o Yan Devo), es un actor pornográfico canadiense, snowboarder y modelo para adultos.

## Biografía
En una entrevista, concedida originalmente en inglés a Inside Porn, el canadiense comentó que pasó del cine para adultos heterosexual a la industria gay cuando su director, Gab Wood, que en ese momento estaba grabando la escena, se llevó a Bo a un set aparte e intentó convencerle de que debía hacer pornografía gay.
A fines de agosto de 2017, publicó en su perfil oficial que acababa de responder una llamada sobre una posible oportunidad.

«Sabiendo que soy cien por cien heterosexual y que sé lo que hago, es posible que haga una escena de hombre con hombre pronto».
Bo Sinn

En diciembre de ese año, publicó en su perfil oficial que filmó para Bromo, que, a su vez, lanzó el tráiler de producción. La primera de una serie de películas para el productor se llama Security Watch [NSFW]. La escena también cuenta con la participación de Ryan Bones, ya reconocido de la productora de Montreal. Bo continuó filmando para LegalPorno.

## Nominaciones
| Año  | Premio             | Categoría                                                                          | Resultado | Ref   |
| ---- | ------------------ | ---------------------------------------------------------------------------------- | --------- | ----- |
| 2018 | INKED Awards       | Best Male Clip Artist                                                              | Nominado  | [ 4 ] |
| 2019 | ALTPORN Awards     | Male Performer of the Year                                                         | Nominado  | [ 4 ] |
| 2020 | XBIZ EUROPA Awards | Best Sex Scene – Gonzo, Russians Are Cumming (2020)                                | Nominado  | [ 4 ] |
| 2020 | GAYVN              | Best Fetish Scene, Wall Stuffed 1 (2019)                                           | Nominado  | [ 4 ] |
| 2021 | GAYVN              | Best Fetish Scene, Raw Understall (2019)                                           | Nominado  | [ 4 ] |
| 2021 | AVN Awards         | Best Foreign-Shot Group Sex Scene, I Fucking Love Berlin (2020)                    | Nominado  | [ 4 ] |
| 2023 | AVN Awards         | Best International Group Sex Scene, Anna De Ville and Lydia Black: DAP Duel (2022) | Nominado  | [ 4 ] |
| 2023 | AVN Awards         | Best Trans Group Sex Scene, Natalie Mars Goddess Of Whores (2022)                  | Nominado  | [ 4 ] |